# Адамово (Конінський повіт)
Адамово (пол. Adamowo) — село в Польщі, у гміні Клечев Конінського повіту Великопольського воєводства.
Населення — 115 осіб (2011).
У 1975—1998 роках село належало до Конінського воєводства.

## Демографія
Демографічна структура станом на 31 березня 2011 року:
|          | Загалом | Допрацездатний вік | Працездатний вік | Постпрацездатний вік |
| -------- | ------- | ------------------ | ---------------- | -------------------- |
| Чоловіки | 60      | 14                 | 38               | 8                    |
| Жінки    | 55      | 14                 | 31               | 10                   |
| Разом    | 115     | 28                 | 69               | 18                   |